# الیزابت پرایس (ژیمناست)
الیزابت پرایس (ژیمناست) (به انگلیسی: Elizabeth Price (gymnast)) ژیمناست زادهٔ ۲۸ مهٔ ۱۹۹۶ میلادی اهل کشور ایالات متحده آمریکا است.